# Dave Stewart (beisbolista)
David Keith Stewart (Oakland, California, 19 de febrero de 1957), más conocido como Dave Stewart, es un exjugador profesional estadounidense de béisbol que se desempeñó en la posición de lanzador en las Grandes Ligas de Béisbol (MLB). Logró obtener el premio MVP (jugador más valioso de la Serie Mundial).

## Carrera
Stewart jugó como profesional cuatro temporadas en Los Angeles Dodgers (1978, 1981-1983), después pasó por varios equipos, Texas Rangers (1983-1985), Philadelphia Phillies (1985-1986), Oakland Athletics (1986-1992), Toronto Blue Jays (1993-1994), y finalmente, regresó a Oakland Athletics, donde jugó una temporada (1995), y fue el equipo en el que se retiró.

## Premios
Fue galardonado con el MVP (jugador más valioso de la Serie Mundial) en una oportunidad (1989).